# ASP World Surfing Awards
O ASP World Surfing Awards é uma tradicional premiação anual que contempla os melhores surfistas do mundo, em diferentes categorias, da temporada.
Em 2012, foi a primeira vez que a premiação foi transmitida ao vivo via YouTube e redes de TV ao redor do globo. Em 2013, o site do Canal OFF comprou os direitos de transmissão. Assim, esta foi a primeira vez que a premiação foi transmitida ao vivo por um site brasileiro.

## Categorias
- Campeões do World Tour (masculino e feminino)
- Vice-campeões do World Tour (masculino e feminino)
- Campeões do World Junior Tour (masculino e feminino)
- Campeões do World Longboard Tour (masculino e feminino)
- Manobras do ano (masculino e feminino)
- Ondas do ano (masculino e feminino)
- Baterias do ano (masculino e feminino)
- Revelações da temporada (masculino e feminino)
- Prêmio Peter Whitaker (serviços prestados ao esporte)